# Protosmia lusitanica
Protosmia lusitanica é uma espécie de abelha descoberta em Portugal em 2016, pela bióloga Ana Gonçalves, e descrita formalmente em 2018. Trata-se de uma abelha solitária que vive em cascas de caracóis.